# Pine Ridge (Carolina del Sud)
Pine Ridge è una town degli Stati Uniti d'America, nella Contea di Lexington in Carolina del Sud.